# Лаукарт, Александер
Александер Лаукарт (нем. Alexander Laukart; 25 октября 1998 года, Гамбург, Германия) — немецкий футболист, играющий на позиции полузащитника. Ныне выступает за люксембургский клуб «Унион Титус Петанж».

## Клубная карьера
Лаукарт является воспитанником немецких клубов «Вольфсбург», «Санкт-Паули» и «Боруссии Дортмунд». В молодёжной команде последней Лаукарт выступал с 2015 по 2017 годы. 1 июля 2017 года в статусе свободного агента подписал трёхлетний контракт с клубом «Твенте». 13 августа 2017 года дебютировал в Эредивизи в поединке против «Фейеноорда», выйдя на замену на 62-й минуте вместо Йелле ван дер Хейдена. В дебютном сезоне сыграл восемь матчей в чемпионате и одну игру в Кубке Нидерландов.
В июле 2020 года перешёл в клуб «Тюркгюджю Мюнхен»

## Достижения
«Твенте»
- Победитель Первого дивизиона Нидерландов: 2018/19